# ブランディーヌ・ヴェルレ
ブランディーヌ・ヴェルレ（Blandine Verlet, 1942年2月27日 - 2018年12月30日）は、フランスのクラヴサン奏者・音楽教師。20歳の頃から国際的な音楽活動を続けている。

## 略歴
パリ音楽院において文学と美学をマルセル・ボーヴィスに、音楽史をノルベール・デュフルクに、クラヴサンをマルセル・ド・ラクールに師事。1963年にミュンヘン国際音楽コンクールにおいてクラヴサン演奏で優勝するとともに特別賞を授与された。
1983年から1985年までクロード・ドビュッシー音楽院（パリ）にて、1985年から1987年までガブリエル・フォーレ音楽院（アングレーム）、1987年から1990年までボルドー国立音楽院にて教授を歴任した。その他の音楽大学でも教鞭を執っている。
2018年12月30日、死去。76歳没。

## 主要なレパートリー
- ルイ・クープラン
- ヨハン・ヤーコプ・フローベルガー
- フランソワ・クープラン
- エリザベト・ジャケ＝ド＝ラ＝ゲール
- ルイ・マルシャン
- ジャン＝フィリップ・ラモー
- ヨハン・ゼバスティアン・バッハ
- ドメニコ・スカルラッティ
- ジャック・デュフリ
- クロード・バルバストル

## 著作
- Blandine Verlet, L'offrande musicale, Desclée de Brouwer, 2002, 178 p. (ISBN 2220051978)